# Aeroporto de Presidente Venceslau
O Aeroporto Municipal de Presidente Venceslau localiza-se na cidade de Presidente Venceslau, São Paulo.

## História
Na década de 50, operou voos comerciais da Real Aerovias Brasil, com destino a Presidente Epitácio, Campo Grande, Cuiabá, Presidente Prudente, Londrina, Maringá e São Paulo. A Real Aerovias Brasil utilizava os DC-3 e Saab 90 Scandia. Atualmente é usado apenas por aviões e ultraleves particulares e tem administração municipal, permanecendo com uma pista de terra.